# 龟地遗址
龟地遗址位于河北省唐山市丰润区火石营镇后刘城于村东北300米处，面积约3320平方米，是一处商周聚落遗址。该遗址于1990年4月发现，2013年5月，被中华人民共和国国务院列入第七批全国重点文物保护单位。